# Sonntags geöffnet (Fernsehserie)
Sonntags geöffnet ist eine Fernsehserie von RTL Television. Die Leiterin eines Einkaufszentrums ist immer im Dienst, auch sonntags. Ausgestrahlt wurden 13 Episoden, sonntags oder an Feiertagen.

## Handlung
Anna Schering ist Leiterin des "Neumarkt-Centrums". Sieben Tage die Woche kümmert sie sich mit Energie und Charme um das Management des Einkaufszentrums, die Ladenbesitzer und deren Kunden. Unterstützt wird sie von ihrem heimlichen Verehrer, dem Hausinspektor Willi Krupinski, der für Probleme immer eine Lösung findet. Anna lebt getrennt von ihrem Mann und zieht den Sohn Thomas alleine auf.

## Episoden
Die folgende Tabelle zeigt die Episoden in der Ausstrahlungsfolge.
| Folge | Titel                               | Ausstrahlung      |
| ----- | ----------------------------------- | ----------------- |
| 1     | Traumpaare                          | 12. November 1995 |
| 2     | Familienglück                       | 19. November 1995 |
| 3     | Forever young                       | 26. November 1995 |
| 4     | Es ist nicht alles Gold, was glänzt | 3. Dezember 1995  |
| 5     | Mehr Schein als Sein                | 10. Dezember 1995 |
| 6     | Wer’s glaubt, wird selig            | 17. Dezember 1995 |
| 7     | Ihr Kinderlein kommet               | 25. Dezember 1995 |
| 8     | Die Kamera lügt nie                 | 26. Dezember 1995 |
| 9     | Prost Neujahr                       | 1. Januar 1996    |
| 10    | Ein Unglück kommt selten allein     | 7. Januar 1996    |
| 11    | Braune Soße                         | 14. Januar 1996   |
| 12    | Die Mißwahl                         | 21. Januar 1996   |
| 13    | Freunde in der Not                  | 28. Januar 1996   |